# Verb-Objekt-Sprache
Eine Verb-Objekt-Sprache oder kurz VO-Sprache ist eine Sprache, bei der in der grammatischen Grundstruktur das Verb vor dem Objekt steht, im Gegensatz zum umgekehrten Typ der OV-Sprache (Objekt-Verb-Sprache). Die Einteilung in VO- und OV-Sprachen ist mit der These verbunden, dass die Abfolge von Verb und Objekt der wichtigste Aspekt für die Einteilung von syntaktischen Typen ist, wogegen die relative Position des Subjekts dazu weniger bedeutsam ist; den VO-Typ repräsentieren daher SVO-Sprachen und in der Regel VSO- und VOS-Sprachen gleichermaßen. Der entgegengesetzte OV-Typ ist praktisch nur durch SOV repräsentiert, da OVS und OSV extrem selten als Grundwortstellung in natürlichen Sprachen vorkommen. Die hier erkennbare Asymmetrie zwischen den beiden Typen ist ein wichtiger Forschungsgegenstand der Grammatiktheorie.

## Kennzeichen
VO-Sprachen benutzen meistens Präpositionen und stellen Relativsätze (bzw. Partizipkonstruktionen) hinter das Nomen, wogegen in OV-Sprachen die umgekehrte Tendenz herrscht.

## Beispiele
Die Familie der indogermanischen Sprachen ist bezüglich des VO/OV-Unterschieds gespalten. OV-Sprachen sind z. B. indoarische Sprachen wie Hindi. VO-Sprachen sind insbesondere alle romanischen Sprachen wie z. B. das Französische. Unter den germanischen Sprachen sind das Englische sowie die skandinavischen Sprachen VO, hingegen zeigen z. B. das Deutsche und das Niederländische den OV-Typ (der allerdings manchmal durch das Verbzweit-Phänomen verdeckt wird). Der Status der slawischen Sprachen bezüglich dieser Einteilung ist umstritten; möglicherweise sind sie ein Beispiel für einen dritten, neutralen Typ, bei dem die Grammatik keine feste Vorgabe für die Abfolge von V und O macht.